# Tunnel d'Excideuil
Tunnel d'Excideuil este o arie protejată (sit de importanță comunitară — SCI) din Franța întinsă pe o suprafață de 3,93 ha, integral pe uscat.

## Localizare
Centrul sitului Tunnel d'Excideuil este situat la coordonatele 45°21′18″N 1°02′02″E / 45.355°N 1.03389°E.

## Înființare
Situl Tunnel d'Excideuil a fost declarat arie specială de conservare în baza directivei 92/43 din 1992 referitoare la conservarea habitatelor naturale și a faunei și florei sălbatice pentru a proteja 5 specii de animale.

## Biodiversitate
Situată în ecoregiunile atlantică și continentală, aria protejată nu include niciun habitat protejat.
La baza desemnării sitului se află mai multe specii protejate de  mamifere (5): liliac cârn (Barbastella barbastellus), liliac cu aripi lungi (Miniopterus schreibersii), liliac comun (Myotis myotis), liliacul mediteranean cu potcoavă (Rhinolophus euryale), liliacul mare cu potcoavă (Rhinolophus ferrumequinum).